# Пролећна изложба УЛУС-а (2005)
Пролећна изложба УЛУС-а (2005), одржана у периоду од 12. априла до 12. маја 2005. године. Изложба је представљена у галеријском простору Удружења ликовних уметника Србије, односно у Уметничком павиљону "Цвијета Зузорић", у Београду.

## Уметнички савет
- Саво Пековић
- Никола Шиндик
- Милица Жарковић
- Надежда Марковић
- Никола Вукосављевић
- Тијана Фишић
- Срђан Ђиле Марковић

## Излагачи
1. Ђорђе Арнаут
2. Новица Бабовић
3. Алан Бећири
4. Љиљана Блажеска
5. Радомир Бранисављевић
6. Јелена Буторац
7. Анамарија Вартабедијан
8. Габриела Васић
9. Здравко Велован
10. Марко Вукша
11. Снежана Вујовић-Николић
12. Сузана Вучковић
13. Александар Глигоријевић
14. Иван Грачнер
15. Горан Десанчић
16. Живана Ђукић-Костић
17. Селма Ђулизаревић
18. Душица Жарковић
19. Милица Жарковић
20. Бобан Јовановић
21. Драгана Јовчић
22. Бранимир Карановић
23. Јелена Каришик
24. Слободан Каштаварац
25. Марија Каузларић
26. Предраг Кочовић
27. Илија Костов
28. Јадран Крнајски
29. Зоран Кузмановић
30. Славица Лазић-Дундас
31. Весна Марковић
32. Јелена Марковић
33. Срђан Ђиле Марковић
34. Слађана Милинковић
35. Лепосава Милошевић-Сибиновић
36. Јелена Минић
37. Здраве Мирчета
38. Александар Младеновић Лека
39. Миодраг Млађовић
40. Михаило Млинар
41. Жељка Момиров
42. Даниела Морариу
43. Тамара Недељковић-Вукша
44. Борислава Недељковић-Продановић
45. Александра Остић
46. Бојан Оташевић
47. Александра Павићевић
48. Марија Павловић
49. Мишко Павловић
50. Ивона Пајовић
51. Јосипа Пашћан
52. Михаило Петковић
53. Димитрије Пецић
54. Марина Поповић
55. Ставрос Поптсис
56. Симонида Радоњић
57. Љиљана Радосављевић
58. Балша Рајчевић
59. Милица Ракић
60. Слободанка Ракић-Шефер
61. Бранко Раковић
62. Светлана Рибица
63. Татјана Смољанић
64. Милан Станисављевић
65. Добри Стојановић
66. Војислава Танурџић
67. Милан Тепавац
68. Нина Тодоровић
69. Томислав Тодоровић
70. Весна Токин
71. Јелица Ћулафић
72. Маријан Флоршиц
73. Даниела Фулгоси
74. Сава Халугин
75. Предраг Царановић
76. Горица Цицмил
77. Биљана Црнчанин
78. Драган Чолаковић
79. Весна Џакић
80. Миле Шаула
81. Војислав Танасијевић